# Elevombudsmannen
Elevombudsmannen var en funktion hos Elevorganisationen i Sverige mellan 1995 och 2005 med uppgift att upplysa om elevers rättigheter. Det saknade då myndighetsansvar (jfr justitieombudsmannen, jämställdhetsombudsmannen, osv) för elevers rättigheter. Elevombudsmannen instiftades av Elevorganisationen i början av 1990-talet och finansierades med medel från Allmänna arvsfonden. Förste person på posten var Anna Ringholm.
2006 inrättades Barn- och elevombudet som en funktion på Skolinspektionen. Till grund för BEO:s arbete ligger dock bara skollagen 6 kapitlet. 